# Enrico Bartezago
Enrico Bartezago, né à Lugano, est un peintre italien du XIXe siècle de genre et de portrait.

## Biographie
Né à Lugano, Enrico Bartezago travaille à Milan, d’où il envoie, dès 1873, ses tableaux de genre, aquarelles et portraits aux expositions d’art d’Italie et de l’étranger. Citons, parmi ses tableaux de genre : Famille de paysans (Vienne, 1873) ; Trompette et joueur, d'orgue (Zurich, 1877) ; Grange de blé d'une ferme lombarde (Paris, 1878) ; Les Colporteurs à la ferme (Munich, 1879) ; Chevaux de charretier (Munich, 1883) ; Le singe, etc. (Venise, 1887).